# IC 1503
IC 1503 — галактика типу Sd () у сузір'ї Риби.
Цей об'єкт міститься в оригінальній редакції індексного каталогу.